# 萨瓦克
萨瓦克 （波斯語：  ساواک, ساòمان 的缩写Sâzemân-e Ettelâ'ât va Amniat-e Kešvar ，直译：「"国家情报与安全部"」  ) 是巴列维王朝统治时期伊朗的秘密警察、国内安全和情报部门。 萨瓦克从 1957 年开始运营，直到 1979 年伊朗伊斯兰革命高潮期间，总理沙普尔·巴赫蒂亚尔下令解散。
萨瓦克在其鼎盛时期拥有 5,000 名线人。  Gholam Reza Afkhami估计萨瓦克的雇员人数在 4,000 到 6,000 人之间。 时代杂志 1979 年 2 月 19 日的出版物也称它有 5,000 名雇员。 

## 历史

### 1957–1971
1953 年伊朗政变后，美国和英国解除了穆罕默德·摩萨台的职务，穆罕默德·摩萨台克原本专注于将伊朗的石油工业国有化，但也于 1953 年 8 月 19 日着手削弱伊朗沙阿的权力。政变后，君主穆罕默德·穆罕默德-礼萨·巴列维建立了一个拥有执法权力的情报部门。伊朗国王的目标是通过监视政治对手和镇压持不同政见者运动来加强他的政权。根据伊朗百科全书：
1953年9月，一名为中央情报局工作的美国陆军上校被派往波斯，与1953年12月被任命为德黑兰军事长官的帖木儿·巴赫蒂亚尔将军合作，并立即开始组建一个新的情报组织核心。这位美国陆军上校与巴赫蒂尔及其下属密切合作，指挥新的情报组织，并对其成员进行基本的情报技术培训，如监视和审讯方法、情报网络的使用和组织安全。这个组织是第一个在波斯运作的现代、有效的情报部门。它的主要成就是在1954年9月发现并摧毁了一个在波斯武装部队中建立的大型共产主义伊朗人民党网络。
1955年3月，陆军上校“被一支由五名职业中央情报局官员组成的更长期的团队所取代，包括秘密行动、情报分析和反情报方面的专家，其中就有赫伯特·诺曼·施瓦茨科普夫少将，他“几乎训练了所有第一代 萨瓦克人员。” 1956 年，该机构重组并命名为 Sazeman-e Ettela'at va Amniyat-e Keshvar (SAVAK)。  1965 年，这些又被萨瓦克自己的教官所取代。  
萨瓦克有权审查媒体，筛选政府职位的申请人，并且“根据可靠的西方消息来源， 使用一切必要的手段，包括刑讯逼供，来镇压持不同政见者”。  1963 年之后，沙阿扩大了他的安全组织，包括萨瓦克，该组织发展到超过 5,300 名全职情报人员和大量但数量不详的兼职线人。 
1961 年，伊朗当局解雇了该机构的第一任主任巴赫蒂亚尔将军， 他后来成为一名持不同政见者。 1970 年，萨瓦克特工将他暗杀并将其死亡伪装成意外。
哈桑·帕克拉万将军，1961 年至 1966 年担任萨瓦克的部长， 享有几乎是仁慈的声誉，例如在霍梅尼被软禁期间每周与阿亚图拉霍梅尼一起用餐，后来进行干预以阻止霍梅尼被处决，理由是会“激怒伊朗普通民众”。 然而，在伊朗革命之后，帕克拉万是首批被霍梅尼政权处决的沙阿官员之一。
Pakravan 于 1966 年被沙阿的亲密伙伴Nematollah Nassiri将军所取代，并且该部门进行了重组，并在面对左派和伊斯兰激进分子和政治动荡的上升时变得越来越活跃。

### Siahkal攻击及之后
据报道，1971 年 2 月，一小群武装马克思主义者袭击了里海村庄Siahkal的一个宪兵哨所，这是萨瓦克残忍无情声誉的一个转折点，尽管据报道，该组织还折磨致死了一名什叶派神职人员阿亚图拉穆罕默德 (Ayatollah Muhammad) Reza Sa'idi，1970 年。  根据伊朗政治历史学家葉爾萬德·阿布拉哈米安的说法，在这次袭击事件发生后，萨瓦克审讯人员被派往国外进行“科学培训，以防止因‘蛮力’造成意外死亡。”用棍棒抽打脚底；睡眠剥夺；长时间的单独监禁；刺眼的探照灯；连续几个小时强迫站立在一个地方；指甲拔除；蛇（适合对女性使用）；用牛棒电击，经常进入直肠；香烟烫伤；坐在热烤架上；酸滴入鼻孔；水刑；模拟处决；还有一把带有大金属面罩的电椅，可以抑制尖叫声向外传播，同时为受害者放大尖叫声。后一种装置被称为阿波罗——暗指美国的太空舱。囚犯还因被强奸、撒尿和被迫赤身裸体而受到羞辱。 尽管有了新的“科学”方法，但最常被选择的酷刑仍然是用来敲打脚底的传统木棍。那些使用酷刑的审讯人员的“主要目标”“是找到武器藏匿处、安全屋和同伙。 
阿布拉哈米安估计，萨瓦克（以及其他警察和军队）在 1971年至1977年间杀死了368名游击队员，其中包括主要城市游击队组织（伊朗人民游击队组织、伊朗人民圣战者组织）的领导人，例如Hamid Ashraf ，并处决了多达 100 名政治人物1971年至1979年间的囚犯——萨瓦克存在的最暴力的时代。 
一位知名作家被捕，被折磨了几个月，最后被放在电视镜头前 "忏悔"，说他的作品对社会问题关注太多，对白色革命的伟大成就关注不够。到1975年底，有22名著名诗人、小说家、教授、戏剧导演和电影制作人因批评政权而被关进监狱。还有许多人因为拒绝与当局合作而遭到人身攻击。
由于“众多国际组织和外国报纸”的宣传和审查，镇压有所缓和。吉米·卡特成为美国总统，他提出了伊朗王国的人权问题。一夜之间，监狱条件发生了变化。囚犯将此称为“jimmykrasy”的黎明。 

## 历任主席
| 肖像                         | 主席                                    | 就职 | 离职 | 任职时间 |
| ---------------------------- | --------------------------------------- | ---- | ---- | -------- |
| Teymur Bakhtiar（英语：Teymur Bakhtiar）    | Timsar Teymur Bakhtiar （1914–1970）    | 1957 | 1961 | 3—4年    |
| Hassan Pakravan（英语：Hassan Pakravan）    | Timsar Hassan Pakravan （1911–1979）    | 1961 | 1965 | 3—4年    |
| Nematollah Nassiri（英语：Nematollah Nassiri） | Timsar Nematollah Nassiri （1911–1979） | 1965 | 1978 | 12—13年  |
| Nasser Moghaddam（英语：Nasser Moghaddam）   | Timsar Nasser Moghaddam （1921–1979）   | 1978 | 1979 | 0—1年    |

## 在职员工人数
多年来，萨瓦克的员工人数问题一直是许多历史学家和研究人员争论的话题。鉴于伊朗从未披露过有关秘密机构雇员人数的数据——许多历史学家给出了萨瓦克人员人数相互矛盾的数字——6,000、  20,000、  30,000 和 60,000。 
在 1974 年 2 月 4 日的一次采访中，沙阿表示他不知道萨瓦克员工的确切人数。然而，他估计他们的总人数不到 2,000 名员工。 对于有关萨瓦克的“酷刑和暴行”的常见问题，伊朗国王的回答是否定的，并将报纸上关于“萨瓦克的专横和残忍”的报道定性为谎言和诽谤。 伊斯兰革命后流传的传单表明，有 15,000 名伊朗人正式在萨瓦克任职，更不用说许多非官方雇员了。

## 行动
在权力的鼎盛时期，萨瓦克几乎拥有无限的权力。它经营着自己的拘留中心，例如埃文监狱。除了国内安全之外，该部门的任务还扩展到监视国外的伊朗人，特别是在美国、法国和英国的伊朗人，尤其是政府津贴的学生。该机构还与中央情报局密切合作，将他们的特工派往纽约的一个空军基地，分享和讨论审讯策略。 
萨瓦克的首任负责人Teymur Bakhtiar于 1970 年被萨瓦克特工暗杀， 而萨瓦克在1970年代的美国主管曼苏尔·拉菲扎德报告说纳西里将军的电话被窃听了。 拉菲扎德后来在他的著作《证人：从沙阿到秘密军火交易：美国卷入伊朗的内幕消息》中记述了他作为萨瓦克特工的生活，并详细描述了沙阿侵犯人权的行为。拉菲扎德被怀疑是同时为中央情报局工作的双重间谍。 
根据波兰作家雷沙德·卡普钦斯基的说法，萨瓦克负责
- 新闻、书籍和电影的审查。 [28]
- 对囚犯进行审讯和酷刑
- 监视政治对手。

## 受害者
1979 年 2 月 19 日，时代杂志在沙阿被推翻时撰文称，萨瓦克是“长期以来伊朗最令人憎恨和恐惧的机构”，它“折磨和谋杀了数以千计的沙阿反对者”。 美国科学家联合会还认定它犯有“对数以千计的政治犯进行酷刑和处决”的罪行，并象征着“1963-79 年沙阿的统治”。 FAS 列出的萨瓦克酷刑方法包括“电击、鞭打、殴打、将碎玻璃插入直肠并将开水倒入直肠、在睾丸上绑重物以及拔掉牙齿和指甲”。  

## 革命后的狂热、安全和情报
在1979年2月伊朗革命推翻君主制和霍梅尼上台前不久，萨瓦克被关闭。同年年1月沙阿离开后，萨瓦克超过3,000名的总部机关工作人员及其线人成为报复的目标。然而，据信霍梅尼可能改变了主意，并可能将他们保留在新的萨瓦马中。 侯赛因·法杜斯特 (Hossein Fardoust)是沙阿的同学，在他出任王国调查局（也称为特别情报局）负责人之前，他一直是萨瓦克的副部长，负责监督包括萨瓦克部长在内的高级政府官员。Fardous后来在革命期间改变了立场，并设法挽救了萨瓦克组织的大部分。 根据作者查尔斯库兹曼的说法，萨瓦克从未被解散，而是改变了名称和领导层，并继续使用相同的行動代码和相对不变的“员工”。  
萨瓦克被“大得多”的  萨瓦马、 Sazman-e Ettela'at va Amniat-e Melli-e Iran取代，也称为伊朗情报和国家安全部。 伊朗革命后，在德黑兰中部的前Towhid 监狱开设了一家名为“Ebrat”的博物馆。博物馆展示并展示了萨瓦克的暴行。